# Леонид Брежњев
Леонид Иљич Брежњев (рус. Леони́д Ильи́ч Бре́жнев; Каменскоје, 19. децембар 1906 — Москва, 10. новембар 1982), совјетски државник, генерални секретар Комунистичке партије Совјетског Савеза од 1964. до 1982. и два пута председник Президијума Врховног Совјета, од 1960. до 1964. и од 1977. до 1982. године. Зачетник је Брежњевљеве доктрине. Квалитет и утицај његове владавине је и даље предмет дебате бројних историчара.

## Младост
Леонид Брежњев је рођен 1. јануара 1907. године у месту Каменскоје на подручју Руске Империје (данас је име мјеста Дњепродзержинск, Украјина). Како су његови родитељи, Илија и Наталија Брежњев, били украјинске националности, он је задржао тамошње манире и нарјечје цео живот, а као Украјинац се изјашњавао све до 1952. У свом родном граду је завршио школовање за металурга. Радио је као инжењер и директор у техничкој школи у Украјини. Током тога школовања у својој 16 години Брежњев је приступио Комсомолу, а у пуноправно чланство КПСС је примљен 1931. Та 1931. година на крају постаје тачка великог обрата његовог живота када упознаје Никиту Хрушчова под чијом заштитом ће му каријера изненада процветати. Током служења војној рока 1935/6 године овај млади комунистички кадар ће добити коначну партијску потврду своје вјерности када га се поставља за политичког комесара војне јединице.

## Велики отаџбински рат
По завршетку војног рока кратко време је 1936. године био директор факултета који је похађао да би убрзо исте године био послан на партијску дужност у регионални центар Дњепропетровск. Тамо је 1939. године био постављен за партијског секретара задуженог за локалну војну индустрију што је позиција на којој је дочекао напад Немачке на Совјетски Савез. Као главни одговорни за тамошњу војну индустрију он је одмах на сам дан напада добио дужност да организује премештај локалних фабрика важних за рат на подручје Урала. Како је овај посао био довршен 26. августа 1941. када је Дњепропетровск пао у руке Немаца, Брежњев је прекомандован на функцију политичког комесара у војној јединици где је додељен са званичном титулом бригадног комесара. Током битке за Стаљинград Брежњев је био постављен на позицију заменика заповедника политичког одела Закавкаског фронта (он се састојао од 2, а понекад и 3. совјетске армије) где је остао све до прекоманде у Први украјински фронт. На овој новој позицији, где је стигао с чином пуковника 1943. године, поновно је сусрео Никиту Хрушчова. Врло вероватно захваљујући том њиховом старом великом пријатељству Леонид Брежњев је изненада био унапређен у чин генерал-мајора 1944. године. Крај рата дочекао је на позицији начелника политичког одела Четвртог украјинског фронта.

## Политичка каријера
Када је Брежњев у августу 1946. године напустио Црвену армију, први нови положај му је тако постало место Првог секретара партије Запорожја које је убрзо заменио за идентични положај у родној регији Дњепропетровска. Напокон је излаз из мноштва сличних градских и општинских секретара доживео 1950. године када је постао Први секретар Централног комитета Молдавије. Пре Стаљинове смрти овај сада успешан совјетски политичар постао је секретар Централног комитета Совјетског Савеза и кандидат за члана Президијума. Током борбе за власт Маљенков-Хрушчов, његов пријатељ био је присиљен да га жртвује избацивањем из Централног комитета. Да би га се потом избацило из будућих борби и сплетки у Москви током ове борбе за власт која је потрајала до 1955. године, Брежњев је послан у Казахстан првобитно на место другог секретара партије, а након победе Хрушчова на прво. Током 1956. године то је пријатељство добило своју поновну потврду када је Брежњев поновно био постављен на место секретара Централног комитета КПСС-а. Током покушаја свргавања Хрушчова 1957. године, подржао је свога пријатеља што му је донело ново унапређење и положај члана Политбироа. На тој позицији Брежњев је наставио да подржава Хрушчова све до 1962. године када су наступиле промене. У међувремену 1960. године он је постао председник Совјетског Савеза што је без обзира на име звучне титуле била у стварности само церемонијална функција. Од 1963. године већина чланова Политбироа (тада се звао Президијум) је дошла до закључка како Хрушчов више штети него користи држави. У тадашњој маленој уроти присилило се Фрол Козлова да одступи се свог положаја потенцијалног наследника шефа државе и да га препусти Брежњеву. До праве смене шефа државе дошло је тек 14. октобра 1964, када је урота Суслов-Косигин-Брежњев постигла пуни успех и узроковала смену Хрушчова.

## Власт
Након те смене свога заштитника, Леонид Брежњев је постао Генерални секретар КПСС-а то јест државни вођа. У страху од стварања новог великог вође остали уротници нису имали никакву намеру препустити Брежњеву власт у држави тако да се убрзо оформио неслужбени тријумвират. Михаил Суслов је добио задатак за одржавање пуне контроле на идеологијом Комунистичке партије и тајном полицијом (КГБ) док је Алексеј Косигин добио задатак управљања владом, а Брежњев је постао номинални шеф државе (иако не и председник пошто га је Хрушчов сменио 1964. године) и шеф партије (који нема везе с идеологијом). Сви тријумвири су се сложили о потреби ширења комунизма финансијском подршком комунистичким покретима у свету (и војном подршком афричким комунистичким владама), одржавања статус кво у Европи и заштити територијалног интегритета Совјетског Савеза. Готово одмах по ступању на власт Брежњев је одржао говор којим је позвао на враћање социјализму који је постојао пре Хрушчовљевих реформи. Како би доказао ту промену у размишљању новог руководства он је своју жељу да постане наследник Стаљина доказивао узимајући за себе титулу генералног секретара коју је увек користио његов узор. У складу с тим почела су поновна затварања чији број ће ипак преостали тријумвири да блокирају да се не би дошло до негдашњих чистки. Током Прашког пролећа 1968. године Брежњев је организовао војну интервенцију за повратак конзервативне владе након чега је објавио своју доктрину.
Током владавине Хрушчова дошло је до погоршања односа с Кином око, за обичне људе, непотребног питања лидер које државе је уједно и лидер комунизма. Како је покушај мирења из 1965. године пропао дошло је до даљег погоршања односа које ће да изазове краткотрајни рат 1969. године чију је даљу ескалацију спречио Косигин личном интервенцијом. Без обзира на тај страх општег рата сада се Народна Република Кина окренула САД што је у Москви довело до забринутости и потребе опуштања напетости у односима с Вашингтоном. Такав развој догађаја створио је током 1970.их година политику детанта, потписивање споразума САЛТ ради ограничења нуклеарног оружја и споразума у Хелсинкију где су САД признале Совјетском Савезу контролу над источном Европом, али тражиле такође да он поштује људска права. Истовремено с таквим спољнополитичким променама унутар Совјетског Савеза се настављала борба за власт против Суслова и Косигина који су хтели да блокирају јачање култа личности државног вође. Као година која је означила преокрет се најчешће наводи 1977. када је Брежњев напокон успео да сменити Подгорног који је био председник Совјетског Савеза, како би заузео његову позицију. Сада је он напокон постао водећи тријумвир иако је још увек имао некаква ограничења своје власти.

## Економија и начин владања
У својој конзервативној политици Брежњев се одрекао већине нужних економских реформи из доба Хрушчова враћајући се на политику тешке индустрије и трке у наоружању из доба Стаљина. Резултат тога је постала стална стагнација економије која није била у стању нити приближно да прати развој капиталистичких друштава. Пољопривреда, што је постигла какав такав успех отварањем нових подручја за обраду током владавине претходника, сада је почела да пропада због недовољних улагања што се одвијало у свим осталим економским гранама. Чак станови и здравство, што је најосновније у сваком социјалистичком друштву, доживело је своју стагнацију. Једино што је напредовало био је број бирократа што је готово сигурно имало везе с борбама фракција унутар Комунистичке партије тако да је свака од њих желела да намести своје људе на одговарајућа места у државној управи.
Готово одмах ступајући на власт Брежњев је дошао у сукоб с војним херојима из Другог светског рата шаљући их присилно у пензију јер су истицали како су одиграли важну улогу у коначној победи. У складу с таквим мишљењем о себи, успео је да постане један од људи с највећим бројем одликовања и медаља у историји.
Захтевао је повећање броја лансирања летелица у свемир како би добио завист целог света за своје успешно управљање државом. То је на крају доводило до редовних несрећа које су биле последица недовољних контрола пре лансирања што већег броја летелица у што краћем времену.

## Последње године
Победа Брежњева током унутарстраначких борби је убрзо постала Пирова пошто се његово здравствено стање почело погоршавати, а власт се поновно вратла у руке фракције око Суслова. Како се током целе владавине није бавио унутрашњом политиком (осим кадровских борби) тако се и сада пред крај живота ништа није променило. Док је потписивао споразум САЛТ II и нелегално слао совјетску војску у Авганистан (без допуштења Политбироа) није размишљао о последицама по економију, а амерички одговор довео је државу у проблеме када је био проглашен ембарго на продају жита Совјетском Савезу. Од те 1980. године Брежњев је остао усамљени, изоловани старац који је окружен функционерима који су захтевали промене којима се он противио. Нити смрт Косигина 1980. и Суслова 1982. године то нису промениле пошто је власт прешла у руке Андропова и пре смрти тадашњег вође. Леонид Брежњев умро је након дуге и тешке болести 10. новембра 1982. године у Москви.

## Породица
Брат Јаков, сестра Вера. Брежњев је био ожењен са Викторијом Петровном од 1927. године па све до своје смрти 1982. године. Имали су двоје деце, Галину (1929—1998) и Јурија (1933).

## Галерија
Фотографије посете Београду
- 15. новембар 1956.
- 22. септембар 1966.